# 战地猎兵部队
战地猎兵部队（德語：Feldjägerkorps）是納粹德國德意志國防軍于二战期间组建的宪兵组织。部队组建于1943年11月27日，兵员都是战功卓著的老兵以及巡逻部队人员。部队下辖三个战地猎兵指挥部（I、II和III），全部直接向元帅威廉·凱特爾汇报。该部队是纳粹德国级别最高的军事警察组织。